# Drugi način
A Drugi način (magyarul: másik út) egy horvát rockegyüttes, mely 1974-ben alakult Zágrábban a Zlatni Akordi egykori tagjaiból. Először Novi Akordira változtatták a nevüket, majd 1974 októberétől Drugi način lettek. 1976 végén feloszlottak, majd Kurtović és Mekić létrehozták a rövid életű Nepočint, melynek csak egy lemeze jelent meg. 1978-ban a zenekar újra összeállt, több kislemezük jelent meg és egy új albumot is készítettek, mely már aratott olyan sikert mint a korábbi. Emiatt csak alkalmanként koncerteztek, majd az 1980-as évek során szépen lassan eltűntek a nyilvánosság elől. 1992-ben Požgajec újra összehozta az együttest, korábbi dalaikat vették fel új hangszerelésben. 2000 májusában a Jethro Tull előzenekaraként játszottak Zágrábban.

## Tagok
- Branko Požgajec (vokál, billentyűs hangszerek, dalszerzés)
- Halil Mekić (gitár)
- Željko Mikulčić (basszusgitár)
- Ismet Kurtović (vokál, gitár, furulya, dalszerzés)
- Boris Turina (dob, szövegírás)
- Branko Bogunović (gitár)
- Nikola Gečević Koce (gitár)
- Robert Krkač (gitár)
- Miroslav Budanko (dob)
- Božo Ilić (basszusgitár)
- Danijel Veličan (gitár)
- Davor Senčar (gitár)
- Dražen Kovač (dob)
- Ernest Vinković (gitár)
- Branko Bardun (billentyűsök)

## Lemezeik

### Kislemezek
- "Opet" / "Odlazak" - (Jugoton, 1973.)
- "Dugi put" / "Izgubljena žena" - (PGP RTB, 1975.)
- "Jugoslavija" / "Crnogorsko kolo" - (PGP RTB, 1976.)
- "Prođe ovaj dan" / "Zadnji put" - (Jugoton, 1978.)
- "Obećaj mi proljeće" / "Balada o osmijehu" - (Jugoton, 1979.)

### Nagylemezek
- Drugi način - (PGP RTB, 1975.)
- Ponovno na putu - (Suzy, 1982.)
- Drugi način - (Croatia Records, LP 1992., CD 1994.)

## Külső hivatkozások
- Discogs